# Peunadok
Peunadok is een bestuurslaag in het regentschap Pidie van de provincie Atjeh, Indonesië. Peunadok telt 416 inwoners (volkstelling 2010).